# Дорджи Чоден
Дорджи Чоден (англ. Dorji Choden; род. 5 декабря 1960) — бутанский политик. В 2013 году стала первой женщиной в должности министра в правительстве Бутана.

## Образование
Дорджи Чоден получила начальное и среднее образование в Бутане, степень бакалавра Дорджи получила в области гражданского строительства в Технологическом институте Бирла в Индии. Степень магистра по специальности государственное управление Чоден получила в Сиракузском университете Соединённых Штатов Америки.

## Государственная служба
Чоден начала свою карьеру в качестве помощника инженера в Департаменте общественных работ — это сделало ее первой женщиной-инженером в Бутане. В январе 2000 года Дорджи Чоден стала директором Управления по стандартам и контролю качества. В январе 2006 года Дорджи была назначена главой Антикоррупционной комиссии Бутана, учрежденной в том же году.

## Политическая карьера
В 2008 году Чоден вступила в Народно-демократическую партию Бутана (первую зарегистрированную политическую партию Бутана). В 2012 году она вступила в недавно созданную политическую партию — Объединённую (изначально Социал-демократическую) партию Бутана. Затем Чоден возглавила партию, став таким образом одной из первых женщин, возглавивших политическую партию Бутана. На выборах 31 мая 2013 года Дорджи одержала абсолютную победу в своем избирательном округе.
13 июля 2013 года Чоден в составе Народно-демократической партии приняла участие в парламентских выборах — партия одержала победу. Партия избрала ее на пост министра работ и населенных пунктов, таким образом Дорджи Чоден стала первой женщиной-министром в Бутане. Спустя месяц после выборов Чоден столкнулась с критикой в свой адрес после того, как сделала заявление в СМИ о том, что в Бутане присутствует гендерная дискриминация. Помимо работы в качестве министра Чоден также является председателем Национальной комиссии по делам женщин и детей Бутана.

## Награды
- The Royal Red Scarf (16 апреля 2016)[4]